# Bárbara Arenhart
Bárbara Elisabeth Arenhart (* 4. Oktober 1986 in Novo Hamburgo) ist eine brasilianische Handballspielerin.

## Karriere
Arenhart spielte anfangs bei den brasilianischen Vereinen Santa/Feevale und Metodista. 2007 wechselte die Torhüterin nach Europa zum spanischen Verein Parc Sagunto. Mit Sagunto gewann sie 2008 die Copa de la Reina. Im Sommer 2010 unterschrieb sie einen Vertrag beim norwegischen Erstligisten Byåsen IL. Nach einer Spielzeit für Byåsen schloss sie sich dem österreichischen Verein Hypo Niederösterreich an. Arenhart gewann mit Hypo dreimal die Meisterschaft, dreimal den ÖHB-Cup und einmal den Europapokal der Pokalsieger. In Österreich wurde sie zur Spielerin des Jahres 2013 gewählt. Am 14. Februar 2013 gab Hypo Niederösterreich bekannt, dass Arenhart den Klub verlässt und gemeinsam mit ihrer Teamkollegin Alexandra do Nascimento zum rumänischen Spitzenklub HCM Baia Mare wechselt. Eine Saison später wechselte sie zum dänischen Erstligisten Nykøbing Falster Håndboldklub. Ab dem Sommer 2016 stand sie beim ungarischen Verein Ipress Center-Vác unter Vertrag. In der Saison 2020/21 lief sie für den montenegrinischen Erstligisten ŽRK Budućnost Podgorica auf. Mit Budućnost gewann sie 2021 sowohl die montenegrinische Meisterschaft als auch den montenegrinischen Pokal. Anschließend wechselte sie zum slowenischen Erstligisten Rokometni Klub Krim. Mit Krim gewann sie 2022, 2023, 2024 und 2025 die slowenische Meisterschaft sowie 2022, 2023 und 2025 den slowenischen Pokal. Im Sommer 2025 wechselte sie zum ungarischen Erstligisten Mosonmagyaróvári KC SE.
Arenhart gehört dem Kader der brasilianischen Handballnationalmannschaft an. Mit Brasilien gewann sie die Goldmedaille bei den Panamerikanischen Spielen 2011 in Guadalajara sowie bei den Panamerikanischen Spielen 2015 in Toronto. Weiterhin gewann sie 2011, 2013 und 2017 die Panamerikameisterschaft. Außerdem nahm sie 2009, 2011, 2013, 2015, 2017, 2019, 2021 und 2023 an der Weltmeisterschaft teil. 2013 gewann sie den WM-Titel und wurde zusätzlich in das Allstar-Team gewählt. Sie nahm an den Olympischen Spielen 2016 in Rio de Janeiro sowie an den Olympischen Spielen in Tokio teil.